# Igor N’Ganga
Igor N'Ganga (ur. 14 kwietnia 1987) – kongijski piłkarz występujący na pozycji obrońcy. Zawodnik szwajcarskiego klubu FC Aarau, do którego trafił w 2011 roku. W reprezentacji Konga zadebiutował w 2011 roku. Do 27 lipca 2013 roku rozegrał w niej 6 meczów.